# Aubrey Reeve
Aubrey Reeve (Aubrey Vincent Reeve; * 19. September 1911 in Paddington, London; † 17. Juli 1996 in Tooting, London) war ein britischer Mittel- und Langstreckenläufer.
1934 wurde er für England startend bei den British Empire Games in London Vierter im Meilenlauf. Bei den Olympischen Spielen 1936 in Berlin erreichte er im Finale über 5000 m nicht das Ziel.
1935 wurde er Englischer Meister über drei Meilen.

## Persönliche Bestzeiten
- 1500 m: 3:54,2 min, 11. August 1935, München
- 1 Meile: 4:14,8 min, 30. Juni 1934, Guildford
- 3 Meilen: 14:11,6 min, 1939
- 5000 m: 15:06,8 min, 4. August 1936, Berlin